# The Adventures of Moon Man & Slim Shady
The Adventures of Moon Man & Slim Shady (с англ. — «Приключения Мун Мэна и Слим Шейди») — это песня американских рэперов Кида Кади и Эминема. Песня была выпущена как отдельный сингл 10 июля 2020 года и была спродюсирована частым соавтором Кида Кади Дотом да Гениусом вместе с J Gramm и сопродюсером Эминема. Название песни отсылает к прозвищу Кади «Мун Мэн» (с англ. — «Лунный Человек») и альтер эго Эминема — Слим Шейди.

## Предыстория
7 мая 2020 года Кид Кади написал в Твиттере: «Бог рэпа. Помоги!», вызвавшее множество предположений о том, что это может означать. Рэпер Лил Уэйн пригласил Эминема на своё шоу Apple Music «Young Money Radio» 8 мая и сообщил Эминему о твите Кади, о котором, по словам Эминема, он не знал. Затем, 3 июля, Кид Кади снова написал в Твиттере, на этот раз написав «10.07.2020», что, по предположению некоторых публикаций, могло относиться к новой музыке. О песне было объявлено 8 июля, когда Кид Кади опубликовал видео, на котором его дочь дразнит песню. Эминем подтвердил своё участие на следующий день, и Кид Кади выпустил обложку.
Кид Кади отреагировал на куплет Эминема, сказав: «Эй, братан, ты чертовски уничтожил это дерьмо». Затем NME опубликовал статью, в которой они цитируют Кади, подразумевая, что он недоволен стихами Эминема. Позже Кади ответил на публикацию, сказав, что он никогда не имел в виду ничего негативного: «Никогда не говорил этого, и я не уверен, как вы всё это придумали. Я был явно взволнован своей статьёй, моя энергия подсказывает это. Итак, NME, собери своё дерьмо и перестань распространять ЛОЖЬ».

## Композиция и стиль
Композиция «The Adventures of Moon Man & Slim Shady» поддерживается эмбиентными синтезаторными звуками, барабанным ритмом в стиле хип-хоп, низкой басовой линией и струнными в оркестровом стиле.
Крис Мёрфи из Vulture сказал: "Хотя название предполагает равные счета между двумя рэперами, технически это песня Кида Кади с участием Эминема, и это звучит так. Кади берет первую половину песни, прежде чем Эминем берёт вторую половину. В куплете Кида Кади он читает рэп о своих прогулках и «пребываниях в реабилитационном центре». В свою очередь Эминем в своих строках ссылается на пандемию COVID-19, убийство Джорджа Флойда и Ахмада Арберио, противников масочного режима, говорит о жестокости полиции и Дрю Брисе. Эминем также читает рэп о своей трезвости, упоминая известных курильщиков марихуаны Лил Уэйна и Снуп Догга. В конце трека Кид Кади произносит реплику, относящуюся к будущему продолжению серии альбомов «Man on the Moon III: The Chosen», чтобы завершить трилогию, о которой он ранее объявлял на протяжении многих лет c релизом на 11 декабря 2020 года.

## Приём
Мэтт Мелис из Consequence of Sound именовал её песней недели, назвав «приключением, которое кажется слишком горячим, чтобы дать ему много времени, чтобы остыть». Мелис похвалила артистов за то, что они привнесли в песню свои индивидуальные таланты, отметив установленную «аутентичность» Кади и постановку продюсера Дота да Гениуса, которая «позволяет Кади сделать паузу в размышлениях, но никогда не останавливаться на достигнутом, создавая импульс, в котором ощущаются принцип и цель важнее совершенства». Митчелл Питерс из Billboard назвал трек «зажигательным». Джош Стюарт из Dancing Astronaut похвалил песню, заявив, что она «делает то, что не могут сделать многие совместные работы, создавая настоящее художественное объединение двух стилей, одновременно придумывая что-то свежее». Робин Мюррей из журнала Clash сказал, что «тяжеловесы рэпа» представляют «огромный кусок хип-хопа стадионного уровня». И наоборот, Джонатан Роблес из Variance назвал песню «несколько бесполезной», хотя и заявил, что Эминем «естественно» привлекает внимание несколькими строчками.

## Музыкальное видео
Вместе с песней было выпущено анимационное лирическое видео, в котором Кид Кади и Эминем предстают в роли комических супергероев, борющихся с преступностью вместе со своими альтер эго Мун Мэн и Слим Шейди.

## Чарты
| Чарт (2020)                          | Выс. позиция |
| ------------------------------------ | ------------ |
| Australia (ARIA)                     | 90           |
| Canada (Canadian Hot 100)            | 20           |
| Ireland (IRMA)                       | 30           |
| New Zealand Hot Singles (RMNZ)       | 5            |
| Scotland (OCC)                       | 15           |
| UK Singles (OCC)                     | 44           |
| US Billboard Hot 100                 | 22           |
| US Hot R&B/Hip-Hop Songs (Billboard) | 15           |
| US Rolling Stone Top 100             | 19           |